# Kiosque bluetooth
Kiosque bluetooth est un néologisme qui désigne la mise à disposition à destination des téléphones portables de média numériques via les ondes radio de spécification Bluetooth. Bien que sans fil, à l'image du Wi-Fi, la portée limitée du Bluetooth lui confère une dimension de « proximité sociale » dans son fonctionnement.
En 2007, la principale application du principe est la diffusion de publicités à l'attention d'un public « branché », dans le cadre du marketing de proximité. Une campagne utilise le principe du kiosque bluetooth avec une variante : il s'agit alors d'un kiosque mobile, porté par un homme-sandwich. On parle alors d'homme-bluetooth.
La principale application des kiosques bluetooth sera le bluecasting afin de vendre des billets, jeux ou autres applications dans des lieux de passage : aéroports, gares.